# Sadriddin Aini
Sadriddin Aini (1878-1954) (en tayiko: Садриддин Айни, en persa: صدردين عيني) fue un escritor soviético de Tayikistán que publicó diversos textos de poesía, ficción, periodismo y lexicografía. Nació en el Emirato de Bujará y ayudó a que se propagara la Revolución Rusa en Uzbekistán y Tayikistán. Además, consolidó cierto nacionalismo tayiko y retomó y renovó una literatura en tayiko vetada durante el emirato escribiendo la primera novela en esta lengua, "Dokhunda" (1927). Su principal obra es "Yoddoshtho."
Aini estudió en una madraza en Bujará donde aprendió a escribir árabe. Asistió al Congreso de Escritores Soviéticos en 1934 como representante tayiko. Sus escritos no fueron tan censurados por el gobierno de la URSS como los de otros escritores y fue miembro del Sóviet Supremo de la URSS y del Sóviet Supremo de la RSS de Tayikistán durante 20 años, le concedieron tres veces la Orden de Lenin y fue el primer presidente de la Academia de Ciencias de la República Soviética de Tayikistán.